# Герб Великого герцогства Баден
Герб Бадена происходит от личных гербов маркграфов и великих князей Баденских, традиционных правителей региона. После революции и упразднения Великого герцогства в 1918 году новая республика преследовала использование щитодержателей и иные старых символов, которые могли бы представлять народ и страну.
Баден вошел в Веймарскую республику в статусе государства через год после революции. После Второй мировой войны он пережил несколько изменений и перераспределений. Сегодня Баден является частью федеральной земли Баден-Вюртемберг в Германии, где все еще можно увидеть герб Бадена, изображенный на гербе Баден-Вюртемберга, как знак на гербе современного федеративного государства.

## История

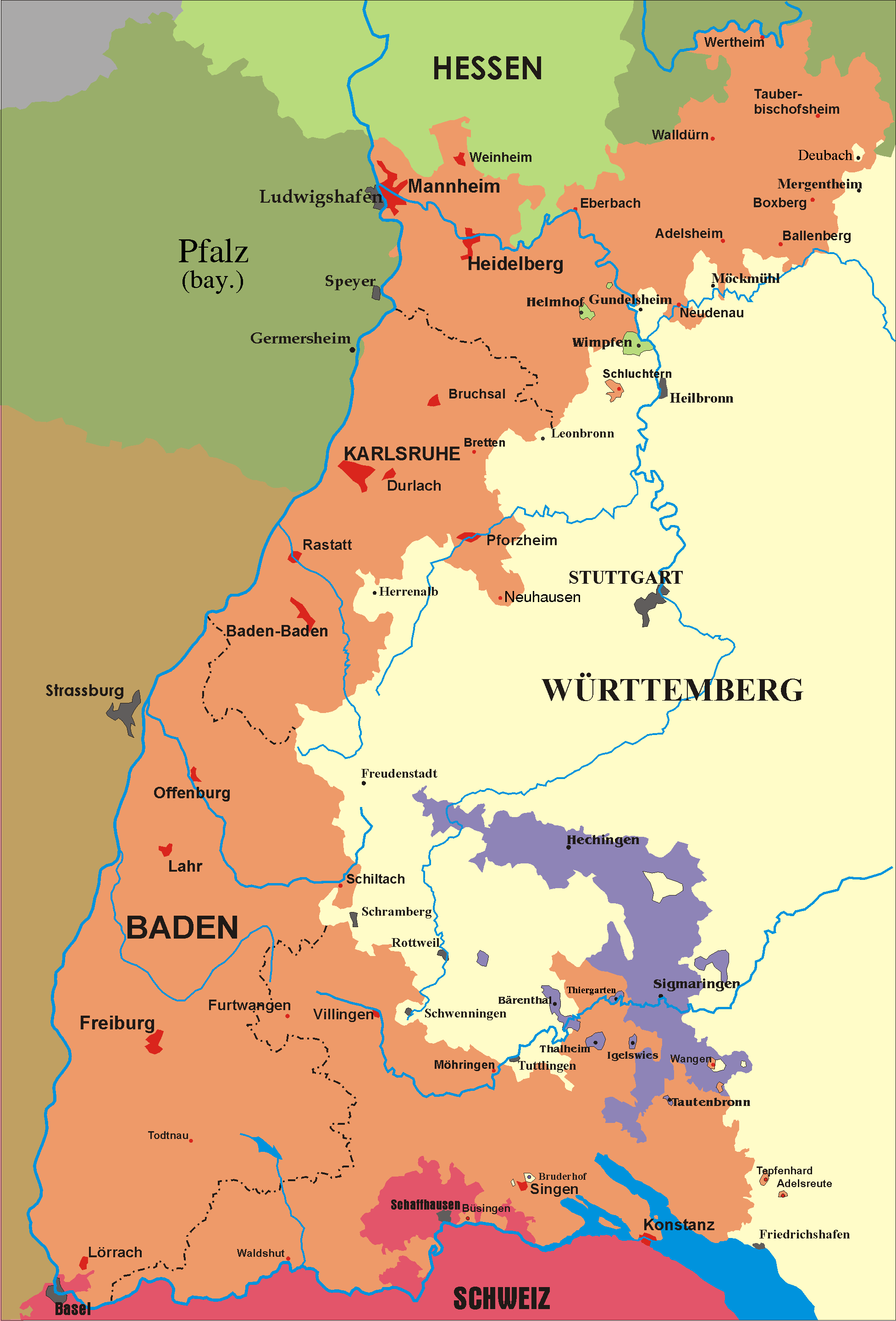
Историческое государство Баден, располагается в современном Баден-Вюртемберге, Германия

Баденский дом является младшей ветвью дома Церингенов, связанной династическими браками с семьей Гогенштауфенов. Основателем баденского дома был Герман I Баденским, маркграф Вероны, сын Бертольда I, герцога Каринтии, он жил в XI веке. Герб дома Церингенов имеет те же цвета, что и его младшая ветвь, однако на жёлтом щите изображен красный орел. Первое изображение герба с правой перевязью датируется 1243 годом, но, возможно, оно уже использовалось до этого. В Вийнбергенском гербовнике, составленном в 1265-1270 годах, герб «le margreue de badene» описан как «d’or à la bande de gueules» («в золотом поле червленная правая перевязь»). Щитодержатели-грифоны были позже добавлены к композиции маркграфом Филиппом I в 1528 году.

## Галерея

Малый герб Бадена, используется с 1243 года
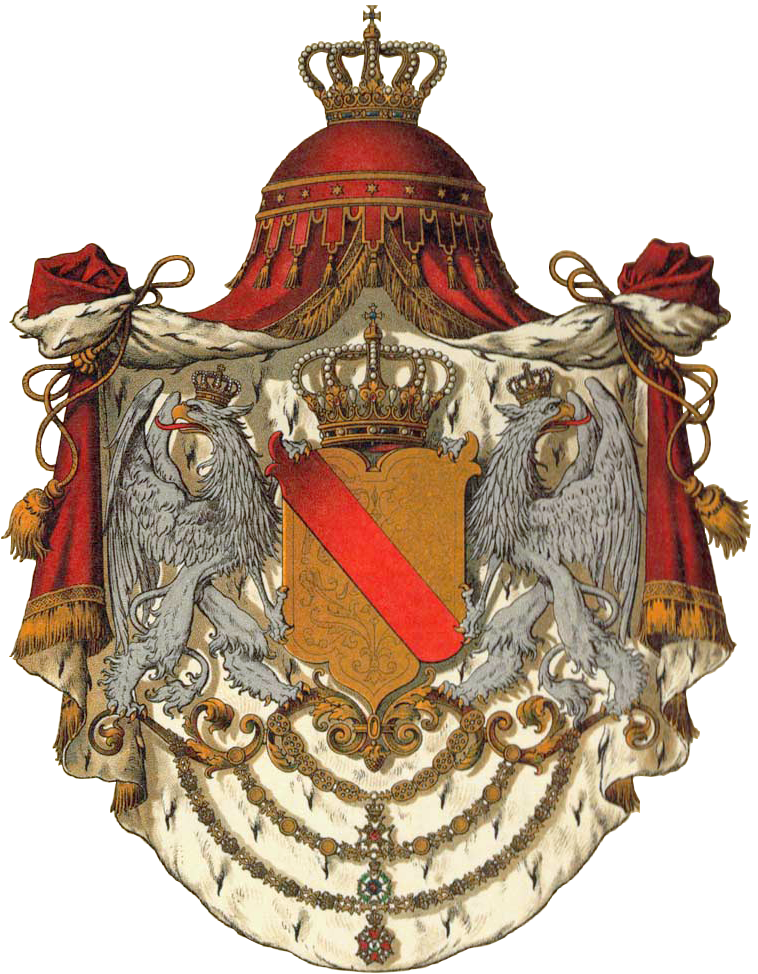
Герб Великого герцогства Баден (1808-1918)
Герб Республики Баден (1918-1945)
Герб Бадена-Вюртемберга (с 1954)